# Beredskapsmyndighet
Beredskapsmyndighet är en benämning på de 60 statliga myndigheter som är av särskild vikt för det svenska civila försvaret. Myndigheterna är i sin tur uppdelade i tio beredskapssektorer som leds av en sektorsansvarig myndighet.
Uppdelningen tillkom med det nya totalförsvarssystemet 2022 och syftet är att bättre kunna samordna myndigheternas arbete för att hantera fredstida kriser och höjd beredskap. Därutöver medför förordningen ett flertal krav på de berörda myndigheterna.

## Uppdelning
| Sektor                                         | Sektorsmyndighet        | Beredskapsmyndigheter                                                                                      |
| ---------------------------------------------- | ----------------------- | --- |
| Ekonomisk säkerhet                             | Försäkringskassan       | - Arbetsförmedlingen - Pensionsmyndigheten - Riksgäldskontoret - Skatteverket - Statens servicecenter      |
| Elektroniska kommunikationer och post          | Post- och telestyrelsen | - Svenska kraftnät - MSB - Trafikverket                                                                    |
| Energiförsörjning                              | Energimyndigheten       | - Svenska kraftnät - Energimarknadsinspektionen - Strålsäkerhetsmyndigheten                                |
| Finansiella tjänster                           | Finansinspektionen      | - Riksgäldskontoret                                                                                        |
| Försörjning av grunddata                       | Skatteverket            | - Bolagsverket - Lantmäteriet - Myndigheten för digital förvaltning                                        |
| Hälsa, vård och omsorg                         | Socialstyrelsen         | - E-hälsomyndigheten - Folkhälsomyndigheten - Läkemedelsverket                                             |
| Livsmedelsförsörjning och dricksvatten         | Livsmedelsverket        | - Länsstyrelserna - Naturvårdsverket - Jordbruksverket - Statens veterinärmedicinska anstalt               |
| Ordning och säkerhet                           | Polismyndigheten        | - Domstolsverket - Kriminalvården - Kustbevakningen - Säkerhetspolisen - Tullverket - Åklagarmyndigheten   |
| Räddningstjänst och skydd av civilbefolkningen | MSB                     | - Kustbevakningen - Länsstyrelserna - Polismyndigheten - Sjöfartsverket - Strålsäkerhetsmyndigheten - SMHI |
| Transporter                                    | Trafikverket            | - Luftfartsverket - Sjöfartsverket - Transportstyrelsen                                                    |
| Utan sektorstillhörighet                       |                         | - Skolverket - Migrationsverket - Myndigheten för psykologiskt försvar                                     |